# Classe Friponne
La classe Friponne était une petite série de canonnières anti-sous-marins françaises construites avant la fin de la Première Guerre mondiale. Elles furent reclassées en tant qu'aviso de 2e classe dans les années 1920. Commandées à partir de 1916, 8 unités furent construites sur les 12 commandées.

## Navires de cette classe
| Nom             | N° de coque | Chantier naval     | Pose quille | Lancement        | Mise en service | Fin de carrière |
| --------------- | ----------- | ------------------ | ----------- | ---------------- | --------------- | --- |
| La Friponne     | FN          | Arsenal de Lorient | 1916        | 1916             | 1917            | Vendue à la Roumanie en 1920 et renommé Locotenent-Comandor Stihi Eugen. Capturée par les Russes le 29 aout 1944 au port de Constanța. Intégrée à la Marine soviétique le 14 septembre 1944, elle deviendra le Akhtouba (en russe : Ахтуба), jusqu’à son retour sous pavillon roumain au 10 décembre 1945. Réaménagée en 1960 comme navire hydrographe, elle prend le nom simplifié de Eugen Stihi,.Rayé du service actif en 2004. En 2019, elle est toujours à quai à Mangalia dans un état délabré, mais il est prévu de la transformer en navire musée,. |
| La Bouffonne    | BN          | Arsenal de Lorient | 1916        | 1916             | 1917            | Rayée des contrôles en 1925. |
| La Chiffonne    |             | Arsenal de Lorient | 1916        | 1917             | 1918            | Vendue à la Roumanie en 1920 et renommée Locotenent Lepri Remus. Coulé le 10 novembre 1941 après avoir touché une mine au large de Sulina. |
| La Diligente    |             | Arsenal de Brest   | 1916        | 1917             | 1918            | Capturée par les Britanniques le 3 juillet 1940 à Portsmouth. Transférée aux FNFL, comme bâtiment-base pour les chasseurs de sous-marins. Rayée des contrôles le 27 décembre 1946 puis démolie peu après. |
| L'Engageante    |             | Arsenal de Brest   | 1916        | 17 décembre 1917 | 1918            | Transférée aux FNFL en novembre 1942. Rayée des contrôles en 1945. Démolie en décembre 1946. |
| L'Impatiente    |             | Arsenal de Brest   | 1916        | 1917             | 1918            | Vendue à la Roumanie en 1920 et renommée Căpitan Dumitrescu Constantin. Capturée par les Russes le 29 aout 1944 au port de Constanța. Intégrée à la Marine soviétique le 14 septembre 1944, elle deviendra l'Arax (en russe : Аракс), jusqu’à son retour sous pavillon roumain au 10 décembre 1945. |
| La Mignonne     |             | Arsenal de Brest   | 1916        | 1917             | 1918            | Vendue à la Roumanie en 1920 et renommée Sublocotenent Ghiculescu Ion. Capturée par les russes le 29 aout 1944 au port de Constanța. Intégrée à la Marine soviétique le 14 septembre 1944, elle deviendra l'Angara (en russe : Ангара), jusqu’à son retour sous pavillon roumain au 10 décembre 1945. Réaménagée en 1960 en bâtiment hydrographique sous le nom simplifié de Ion Ghiculescu. Rayée du service actif en 2002. |
| La Surveillante |             | Arsenal de Brest   | 1916        | 1917             | 1918            | Rayée des contrôles le 21 mars 1938. |
| La Coquette     | Annulées    | Annulées           | Annulées    | Annulées         | Annulées        | Annulées |
| L’Héroïne       | Annulées    | Annulées           | Annulées    | Annulées         | Annulées        | Annulées |
| La Joyeuse      | Annulées    | Annulées           | Annulées    | Annulées         | Annulées        | Annulées |
| La Guerrière    | Annulées    | Annulées           | Annulées    | Annulées         | Annulées        | Annulées |
| La Mutine       | Annulées    | Annulées           | Annulées    | Annulées         | Annulées        | Annulées |